# Лозовик, Григорий Натанович
Григо́рий Ната́нович Лозови́к (9 [21] августа 1885, Брусилов, Киевская губерния — 22 октября 1936, Киев) — советский историк Древнего мира и первобытного общества, учёный-византолог и исследователь культуры Ближнего Востока, профессор кафедры древней истории Киевского университета (1930—1936). Расстрелян в 1936 году, реабилитирован посмертно.

## Биография
Григорий Натанович Лозовик родился 9 (21) августа 1885 года в местечке Брусилове Киевской губернии в еврейской семье. Отец был учителем. Окончив в 1898 году хедер, он в течение 1900—1904 годов сдал экстерном экзамены на аттестат зрелости при 1-й Киевской гимназии.
В 1904 году поступил на юридический факультет Киевского университета, который окончил в 1910 году. Некоторое время работал помощником присяжного поверенного. В 1910 году пошёл добровольцем в армию, где служил в Оровайском 195-м пехотном полку, расквартированном тогда в Екатеринбурге, под командованием полковника П. А. фон Коцебу (1865—1947), с которым началась дружба, продолжавшаяся долгие годы. Помогал П. А. фон Коцебу в написании книги о Балканском кризисе, напечатанной в Екатеринбурге в 1911 году. 15 (28) июля 1912 года принял крещение в лютеранской церкви св. Екатерины в Киеве. В 1912 году поступил на историко-филологический факультет Киевского университета, где учился у Ю. А. Кулаковского и А. И. Сонни. Однако в связи с началом Первой мировой войны и революционными событиями 1917—1919 годов на Украине прервал обучение. Преподавал историю в школах Киева, некоторое время работал в водном техникуме. В 1919 году занимал должность заведующего общеобразовательными школами Киевских профсоюзов. В 1921 году сдал экзамены и получил диплом о высшем историческом образовании в Высшем институте народного образования (созданном на базе гуманитарных факультетов расформированного Киевского университета). В 1922 году стал организатором и первым заведующим учебной частью школы водного транспорта в системе школ фабрично-заводского ученичества в Киеве. В том же году занял должность преподавателя истории материальной культуры и классовой борьбы Киевского архитектурного (позднее — художественного) института.
С середины 1920-х годов разрабатывал проблемы древней истории и средневековья, опубликовал ряд трудов, посвящённых истории развития общественных форм, общины, городов и техники. 31 октября 1925 года избран научным сотрудником Харьковской научно-исследовательской кафедры истории европейской культуры Всеукраинской академии наук (ВУАН). Став специалистом по византинистике, участвовал в Комиссии по изучению Византийского писательства и влияния его на Украину (сокращенно — Византологической комиссии) ВУАН. В 1930 году стал учёным секретарём Комиссии для исследований по истории Ближнего Востока ВУАН (сокращенно — Ближневосточной комиссии), которая возникла в том же году на базе реорганизованной Византологической комиссии. Пробыл на этой должности до завершения деятельности комисии в 1933 году. Написал монографию «Крестовые походы как программа универсальной папской теократии» (1931). В начале 1930-х годов перешёл работать в Киевский институт народного образования, с 1933 г. — профессор кафедры древней истории Киевского университета.
28 февраля 1936 года арестован органами НКВД Украинской ССР по ложному доносу К. Ф. Штеппы как член контрреволюционной троцкистской организации «Украинский троцкистский центр», якобы действовавшей в Киевском университете и других вузах. 21 октября 1936 года выездной сессией Военной коллегии Верховного суда СССР вместе с учёными и преподавателями (Л. Я. Штрум, М. А. Нырчук, Н. И. Мухин, Б. С. Раппопорт-Дарьин и др., всего 37 человек) осуждён к высшей мере наказания — расстрелу. Расстрелян в ночь на 22 октября 1936 года в Лукьяновской тюрьме г. Киева и похоронен в лесах Быковни под Киевом (по др. данным на кладбище Лукьяновской тюрьмы). Реабилитирован посмертно Верховным судом СССР 1 сентября 1956 года «за отсутствием состава преступления».
Был женат на Евгении Марковне Спивак (1888—1980); сыновья: Анатолий Григорьевич Лозовик (1914—1992) — инженер и Валентин Григорьевич Лозовик (1923—2006) — кандидат наук, доцент на кафедре математики Киевского политехнического института.

## Опубликованные труды
- К чему стремятся социал-демократы. (Программа максимум). 1917;
- Как выбирают президента в Америке. Киев : Свободная Россия, 1917;
- Как выбирают президента во Франции. Киев : Свободная Россия, 1917 — 16 с.;
- Задачи наших городов во время войны и революции. Киев : Свободная Россия, 1917 — 31 с.;
- Что такое всеобщее, равное, прямое и тайное избирательное право. Киев : Свободная Россия , 1917. — 25 с.;
- Что такое демократическая республика. Киев : Свободная Россия , 1917 — 31 с.;
- Русское правописание. Руководство для учащихся начальных школ, городских училищ и первых классов гимназий в четырёх выпусках. Издание книжного магазина „Образование”. Киев, 1919 г.;
- Как возникло и пало рабство. М. ; Л. Молодая гвардия, 1922 г. — 78 с.;
- История общества. Руководство для школьного фабзавуча, профшкол, рабфаков и маркскружков. Ч. 1: Доисторическая культура. 2-е изд., испр. Киев: Сорабкоп (Киевский союз Рабочих и крестьянских обществ потребителей), 1924; Ч. 2: Культура эпохи бронзы и железа. Киев, 1925; на укр. яз.: Історія громади. Киев, 1926;
- Від мотики до машини. Харьков : Червоний шлях, 1925. — 160 с. (укр.); на рус. яз.: От палки до машини. Культурно-исторические очерки. М. ; Л. Молодая гвардия. 1926;
- На світанку капітализму. Киев, 1926 (укр.); на рус. яз.: Общество на заре промышленного капитализма. М. ; Л. 1928;
- Історія класової боротьби з найстаріших часів. Киев, 1927 (укр.);
- Как произошли города : Научно-популярная литература. М. ; Л. : Мол. гвардия, 1927. — 78 с.;
- Десять лет русской византологии (1917—1927) // Историк-марксист. 1928. Т. 7. С. 228—238;
- Рецензия на кн.: Богораз-Тан В. Г. Христианство в свете этнографии. Государственное издательство, М. ; Л., 1928 // Историк-марксист. 1928. Т. 8. С. 203;
- Федор Иванович Успенский (1845—1928) (Некролог) // Историк-марксист. 1928. Т. 9. С. 110—114;
- Творчий шлях академіка Ф. I. Успенського // Східний світ. 1928. № 6. С. 13-20 (укр.) (резюме на франц. яз.: С. 284—285);
- До підсумків 1-ї Всесоюзної конференції істориків-марксистів // Прапор марксизму. 1929. № 1 (укр.);
- До генези хреста як об'єкту християнського культу // Культура й религія. Збірник для дослідження релігійної ідеології. К. 1929. Державне видавництво України (укр.);
- Джон Бepi, як історик Візантії (Доповідь читана в Візантологічній Kомiciї ВУАН) // Прапор марксизму. 1929. № 6. С. 241—247 (укр.);
- Рецензия на кн.: Stein E. Geschichte des spätrömischen Reiches. Bd. 1. Wien, 1928 // Историк-марксист. 1929. Т. 14. С. 197—199;
- Нове дослідження арабо-візантiйських взаємин VII—X вікiв: Про доповідь В. М. Рамзея «Спроба арабів завоювати Малу Азію (641—964 по Р. Х.) та причини їхніх поразок» // Східний світ. 1930. № 1 С. 402—404, № 2 С. 237—244 (укр.);
- Рецензия на кн.: Неусыхин А. И. Общественный строй древних германцев. М. 1926 // Прапор марксизму. 1930. № 1;
- До генези ікони, як об'єкта християнського культу // Революція й релігія. Збірник Комісії для дослідження релігійної ідеології. Х.; К.: Держвидав України. 1930. 215 с. — Книга 2. С. 133—197 (укр.);
- Крестовые походы, как программа универсальной папской теократии. / Центр. совет Союза воинствующих безбожников СССР. — Москва: Московский рабочий, 1931. — 54 с.;
- М. М. Покровський на полі сходознавства // Україна. 1932. № 1/2 (укр.).